# Rally de Finlandia de 2012
El Rally de Finlandia de 2012, oficialmente 62.nd Neste Oil Rally Finland, fue la 62.ª edición y la octava ronda de la temporada 2012 del Campeonato Mundial de Rally. Se celebró en los alrededores de Jyvaskyla, Finlandia Central, entre el 2 y el 4 de agosto y contó con un itinerario de dieciocho tramos sobre tierra que sumaban un total de 303.52 km cronometrados. Fue también la quinta ronda del campeonato S2000 y la tercera ronda de la Academia WRC además de ser el rally número 500 en la historia del campeonato del mundo desde su creación en 1973.

## Lista de inscritos
| Lista de inscritos | Lista de inscritos       | Lista de inscritos     | Lista de inscritos             | Lista de inscritos              |
| #                  | Piloto                   | Copiloto               | Automóvil                      | Equipo                          |
| ------------------ | ------------------------ | ---------------------- | ------------------------------ | ------------------------------- |
| 1                  | Sébastien Loeb           | Daniel Elena           | Citroën DS3 WRC                | Citroën Total World Rally Team  |
| 2                  | Mikko Hirvonen           | Jarmo Lehtinen         | Citroën DS3 WRC                | Citroën Total World Rally Team  |
| 3                  | Jari-Matti Latvala       | Miikka Anttila         | Ford Fiesta RS WRC             | Ford World Rally Team           |
| 4                  | Petter Solberg           | Chris Patterson        | Ford Fiesta RS WRC             | Ford World Rally Team           |
| 5                  | Ott Tänak                | Kuldar Sikk            | Ford Fiesta RS WRC             | M-Sport Ford World Rally Team   |
| 6                  | Evgeny Novikov           | Denis Giraudet         | Ford Fiesta RS WRC             | M-Sport Ford World Rally Team   |
| 7                  | Chris Atkinson           | Stéphane Prévot        | Citroën DS3 WRC                | Qatar World Rally Team          |
| 8                  | Thierry Neuville         | Nicolas Gilsoul        | Citroën DS3 WRC                | Citroën Junior World Rally Team |
| 10                 | Mads Østberg             | Jonas Andersson        | Ford Fiesta RS WRC             | Adapta World Rally Team         |
| 12                 | Armindo Araújo           | Miguel Ramalho         | Mini John Cooper Works WRC     | WRC Team Mini Portugal          |
| 14                 | Paulo Nobre              | Edu Paula              | Mini John Cooper Works WRC     | WRC Team Mini Portugal          |
| 15                 | Martin Prokop            | Zdeněk Hrůza           | Ford Fiesta RS WRC             | Czech Ford National Team        |
| 16                 | Henning Solberg          | Ilka Minor             | Ford Fiesta RS WRC             | Henning Solberg                 |
| 17                 | Jari Ketomaa             | Mika Stenberg          | Ford Fiesta RS WRC             | Jari Ketomaa                    |
| 18                 | Matti Rantanen           | Mikko Lukka            | Ford Fiesta RS WRC             | Matti Rantanen                  |
| 19                 | Sebastian Lindholm       | Timo Hantunen          | Ford Fiesta RS WRC             | Sebastian Lindholm              |
| 20                 | Sébastien Ogier          | Julien Ingrassia       | Škoda Fabia S2000              | Volkswagen Motorsport           |
| 21                 | Andreas Mikkelsen        | Ola Fløene             | Škoda Fabia S2000              | Volkswagen Motorsport           |
| 31                 | Hayden Paddon            | John Kennard           | Škoda Fabia S2000              | Hayden Paddon                   |
| 32                 | Craig Breen              | Paul Nagle             | Ford Fiesta S2000              | Craig Breen                     |
| 33                 | Per-Gunnar Andersson     | Emil Axelsson          | Proton Satria Neo S2000        | Proton Motorsports              |
| 34                 | Juha Salo                | Marko Salminen         | Proton Satria Neo S2000        | Proton Motorsports              |
| 35                 | Maciej Oleksowicz        | Andrzej Obrebowski     | Ford Fiesta S2000              | Maciej Oleksowicz               |
| 36                 | Yazeed Al-Rajhi          | Michael Orr            | Ford Fiesta RRC                | Yazeed Racing                   |
| 43                 | Ken Block                | Alex Gelsomino         | Ford Fiesta RS WRC             | Monster World Rally Team        |
| 49                 | Esapekka Lappi           | Janne Ferm             | Ford Fiesta S2000              | Printsport                      |
| 50                 | Mikko Pajunen            | Kaj Lindström          | Subaru Impreza WRX STI R4      | Mikko Pajunen                   |
| 51                 | Jarkko Nikara            | Petri Nikara           | Mitsubishi Lancer Evolution IX | Jarkko Nikara                   |
| 52                 | Jukka Ketomäki           | Kai Risberg            | Mitsubishi Lancer Evolution X  | Jukka Ketomäki                  |
| 53                 | Riku Tahko               | Markus Soininen        | Mini John Cooper Works WRC     | Riku Tahko                      |
| 54                 | Karl Kruuda              | Martin Järveoja        | Ford Fiesta S2000              | Karl Kruuda                     |
| 55                 | Sander Pärn              | Ken Järveoja           | Subaru Impreza WRX STI         | Sander Pärn                     |
| 56                 | Mattias Therman          | Jarkko Kalliolepo      | Ford Fiesta S2000              | Mattias Therman                 |
| 57                 | Kari Hämäläinen          | Risto Pietiläinen      | Ford Fiesta S2000              | Kari Hämäläinen                 |
| 58                 | Tuomas Skantz            | Jani Rauhala           | Mitsubishi Lancer Evolution X  | Tuomas Skantz                   |
| 59                 | Radik Shaymiev           | Maxim Tsvetkov         | Peugeot 207 S2000              | Radik Shaymiev                  |
| 60                 | Edoardo Bresolin         | Rudy Pollet            | Ford Fiesta RRC                | Edoardo Bresolin                |
| 61                 | Krzysztof Oleksowicz     | Krzysztof Geborys      | Subaru Impreza WRX STI R4      | Krzysztof Oleksowicz            |
| 62                 | Oleksiy Tamrazov         | Nicola Arena           | Ford Fiesta S2000              | Oleksiy Tamrazov                |
| 63                 | Matias Kauppinen         | Jonne Halttunen        | Subaru Impreza WRX STI         | Matias Kauppinen                |
| 64                 | Kees Burger              | Miika Teiskonen        | Subaru Impreza WRX STI         | Kees Burger                     |
| 65                 | Jukka Korhonen           | Mikael Korhonen        | Ford Fiesta R2                 | Printsport                      |
| 66                 | Andreas Amberg           | Matti Heikkinen        | Ford Fiesta R2                 | Andreas Amberg                  |
| 67                 | Frank Tore Larsen        | Torstein Eriksen       | Ford Fiesta R2                 | Frank Tore Larsen               |
| 68                 | Kristian Yritys          | Janne Siirilä          | Renault Clio R3                | Kristian Yritys                 |
| 69                 | Juho Annala              | Tuukka Shemeikka       | Citroën C2 R2                  | Juho Annala                     |
| 70                 | Vincent Dubert           | Valentin Sarreaud      | Citroën DS3 R3T                | Vincent Dubert                  |
| 71                 | Tomi Weurlander          | Pasi Nurmi             | Subaru Impreza WRX STI         | Tomi Weurlander                 |
| 72                 | Jouni Virtanen           | Petteri Luostarinen    | Subaru Impreza WRX STI         | Jouni Virtanen                  |
| 73                 | Ari Saxberg              | Pekka Leppälä          | Mitsubishi Lancer Evolution X  | Ari Saxberg                     |
| 74                 | Pasi Matsi               | Hannu Lamminen         | Renault Clio R3                | Pasi Matsi                      |
| 75                 | Yuriy Protasov           | Kyrylo Nesvit          | Citroën DS3 R3T                | Yuriy Protasov                  |
| 76                 | Niko-Pekka Nieminen      | Pasi Haataja           | Ford Fiesta R2                 | Niko-Pekka Nieminen             |
| 77                 | Petri Itkonen            | Janno Older            | Citroën C2 R2                  | Petri Itkonen                   |
| 78                 | Sami Sarjula             | Teemu Horkama          | Ford Fiesta R2                 | Sami Sarjula                    |
| 79                 | Martin Koči              | Lukáš Zámečník         | Citroën C2 R2                  | Martin Koči                     |
| 80                 | Niko Veikkanen           | Joni-Petteri Virtanen  | Honda Civic Type-R             | Niko Veikkanen                  |
| 81                 | Yukhym Vazheyevskyy      | Yevgen Kochkovyy       | Citroën DS3 R3T                | Yevgen Kochkovyy                |
| 82                 | Molly Taylor             | Sebastian Marshall     | Citroën DS3 R3T                | United Rally Management         |
| 83                 | Kristian Kiviniemi       | Asko Sairanen          | Citroën C2 R2                  | Kristian Kiviniemi              |
| 84                 | Kari Hytönen             | Ada Herranen           | Ford Fiesta R2                 | Kari Hytönen                    |
| 85                 | Ilkka Kariste            | Mikael Lindberg        | Ford Fiesta ST                 | Ilkka Kariste                   |
| 86                 | Fabrizio de Sanctis      | ?                      | Mitsubishi Lancer Evolution IX | Fabrizio de Sanctis             |
| 87                 | Lilian Vialle            | Patrice Roissac        | Renault Clio R3                | Lilian Vialle                   |
| 88                 | Massimiliano Settembrini | Corrado Bonato         | Citroën DS3 R3T                | Massimiliano Settembrini        |
| 89                 | Nil Solans               | Miquel Angel Ibañez    | Ford Fiesta R2                 | Nil Solans                      |
| 90                 | Marc Amourette           | Gwenola Marie          | Citroën DS3 R3T                | Marc Amourette                  |
| 91                 | Sebastien Chardonnet     | Thibault de la Hayhe   | Citroën DS3 R3T                | Sebastien Chardonnet            |
| 92                 | Federico Della Casa      | Marco Menchini         | Citroën DS3 R3T                | Federico Della Casa             |
| 93                 | Raimo Kaisanlahti        | Mikko Kaikkonen        | Ford Fiesta R2                 | Raimo Kaisanlahti               |
| 94                 | Simo-Petteri Tuunanen    | Mika Heinonen          | Citroën Saxo VTS               | Mika Heinonen                   |
| 95                 | Ilkka Pastila            | Pasi Riihiaho          | Citroën Saxo VTS               | Ilkka Pastila                   |
| 96                 | Eddy Brisson             | Kévin Masson           | Suzuki Swift                   | Eddy Brisson                    |
| 97                 | Renaud Bronkart          | Martine Victor         | Toyota Yaris                   | Renaud Bronkart                 |
| 98                 | Joonas Lindroos          | Pasi Kilpeläinen       | Citroën C2 R2                  | Joonas Lindroos                 |
| 101                | Christopher Duplessis    | Alexander Kihurani     | Ford Fiesta R2                 | Christopher Duplessis           |
| 102                | José Antonio Suárez      | Cándido Carrera        | Ford Fiesta R2                 | José Antonio Suárez             |
| 103                | Alastair Fisher          | Daniel Barritt         | Ford Fiesta R2                 | Alastair Fisher                 |
| 105                | Pontus Tidemand          | Stig Rune Skjærmoen    | Ford Fiesta R2                 | Pontus Tidemand                 |
| 106                | Brendan Reeves           | Rhianon Smyth          | Ford Fiesta R2                 | Brendan Reeves                  |
| 107                | Timo van der Marel       | Erwin Berkhof          | Ford Fiesta R2                 | KNAF Talent First               |
| 108                | John MacCrone            | Stuart Loudon          | Ford Fiesta R2                 | John MacCrone                   |
| 109                | Elfyn Evans              | Philip Pugh            | Ford Fiesta R2                 | Elfyn Evans                     |
| 111                | João Silva               | Hugo Magalhães         | Ford Fiesta R2                 | João Silva                      |
| 113                | Ashley Haigh-Smith       | Craig Parry            | Ford Fiesta R2                 | Ashley Haigh-Smith              |
| 114                | Fredrik Åhlin            | Morten Erik Abrahamsen | Ford Fiesta R2                 | Fredrik Åhlin                   |

## Itinerario y ganadores
| Día           | Tramo | Hora  | Tramo                      | Distancia | Ganador                           | Tiempo  | Vel. media  | Líder rally    |
| ------------- | ----- | ----- | -------------------------- | --------- | --------------------------------- | ------- | ----------- | -------------- |
| Día 1 (2 ago) | SS1   | 17:23 | Koukunmaa                  | 13.68 km  | Sébastien Loeb                    | 6:59.8  | 117.31 km/h | Sébastien Loeb |
| Día 1 (2 ago) | SS2   | 19:00 | SSS Jokimaa                | 2.00 km   | Petter Solberg                    | 1:32.5  | 77.84 km/h  | Sébastien Loeb |
| Día 1 (2 ago) | SS3   | 20:50 | Mynnilä                    | 14.22 km  | Sébastien Loeb                    | 6:34.7  | 129.70 km/h | Sébastien Loeb |
| Día 2 (3 ago) | SS4   | 7:42  | Urria                      | 12.75 km  | Sébastien Loeb                    | 5:59.5  | 127.68 km/h | Sébastien Loeb |
| Día 2 (3 ago) | SS5   | 8:39  | Jukojärvi                  | 22.29 km  | Mikko Hirvonen                    | 10:34.0 | 126.57 km/h | Sébastien Loeb |
| Día 2 (3 ago) | SS6   | 11:28 | Mökkiperä 1                | 11.38 km  | Mikko Hirvonen                    | 5:29.6  | 124.30 km/h | Sébastien Loeb |
| Día 2 (3 ago) | SS7   | 12:14 | Palsankylä 1               | 13.92 km  | Sébastien Loeb                    | 7:06.8  | 117.41 km/h | Sébastien Loeb |
| Día 2 (3 ago) | SS8   | 13:32 | Lankamaa 1                 | 23.06 km  | Mikko Hirvonen                    | 11:11.4 | 123.65 km/h | Sébastien Loeb |
| Día 2 (3 ago) | SS9   | 16:08 | Mökkiperä 2                | 11.38 km  | Mikko Hirvonen                    | 5:26.8  | 125.36 km/h | Sébastien Loeb |
| Día 2 (3 ago) | SS10  | 16:54 | Palsankylä 2               | 13.92 km  | Sébastien Loeb                    | 7:01.7  | 118.83 km/h | Sébastien Loeb |
| Día 2 (3 ago) | SS11  | 18:12 | Lankamaa 2                 | 23.06 km  | Petter Solberg                    | 11:03.2 | 125.17 km/h | Sébastien Loeb |
| Día 2 (3 ago) | SS12  | 20:00 | SSS Killeri                | 2.06 km   | Sébastien Loeb                    | 1:22.8  | 89.57 km/h  | Sébastien Loeb |
| Día 3 (4 ago) | SS13  | 7:56  | Surkee 1                   | 14.95 km  | Sébastien Loeb                    | 8:05.7  | 110.81 km/h | Sébastien Loeb |
| Día 3 (4 ago) | SS14  | 8:54  | Leustu 1                   | 21.94 km  | Mikko Hirvonen                    | 10:25.8 | 126.21 km/h | Sébastien Loeb |
| Día 3 (4 ago) | SS15  | 11:18 | Surkee 2                   | 14.95 km  | Sébastien Loeb                    | 8:00.3  | 112.05 km/h | Sébastien Loeb |
| Día 3 (4 ago) | SS16  | 12:16 | Leustu 2                   | 21.94 km  | Sébastien Loeb Jari-Matti Latvala | 10:20.2 | 127.35 km/h | Sébastien Loeb |
| Día 3 (4 ago) | SS17  | 15:37 | Ouninpohja 1               | 33.01 km  | Mikko Hirvonen                    | 15:26.9 | 128.21 km/h | Sébastien Loeb |
| Día 3 (4 ago) | SS18  | 18:00 | Ouninpohja 2 (Power stage) | 33.01 km  | Mikko Hirvonen                    | 15:17.3 | 129.55 km/h | Sébastien Loeb |

### Power stage
| Pos. | Piloto         | Copiloto        | Automóvil          | Tiempo    | Diferencia | Veloc. media | Puntos |
| ---- | -------------- | --------------- | ------------------ | --------- | ---------- | ------------ | ------ |
| 1    | Mikko Hirvonen | Jarmo Lehtinen  | Citroën DS3 WRC    | 15:17.350 | 0.000      | 129.543 km/h | 3      |
| 2    | Petter Solberg | Chris Patterson | Ford Fiesta RS WRC | 15:17.983 | 0.633      | 129.453 km/h | 2      |
| 3    | Sébastien Loeb | Daniel Elena    | Citroën DS3 WRC    | 15:18.427 | 1.077      | 129.391 km/h | 1      |

## Clasificación final

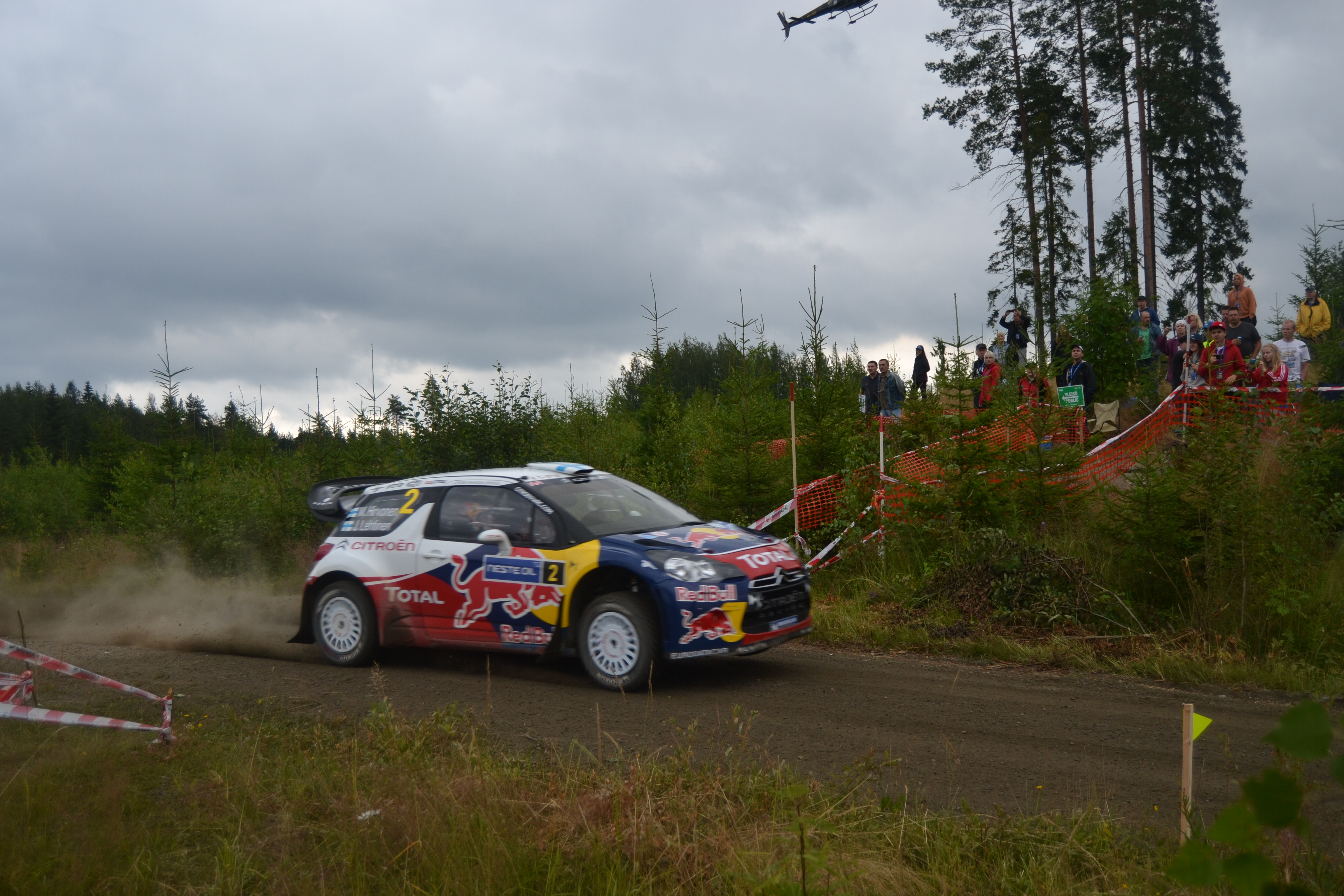
Mikko Hirvonen.

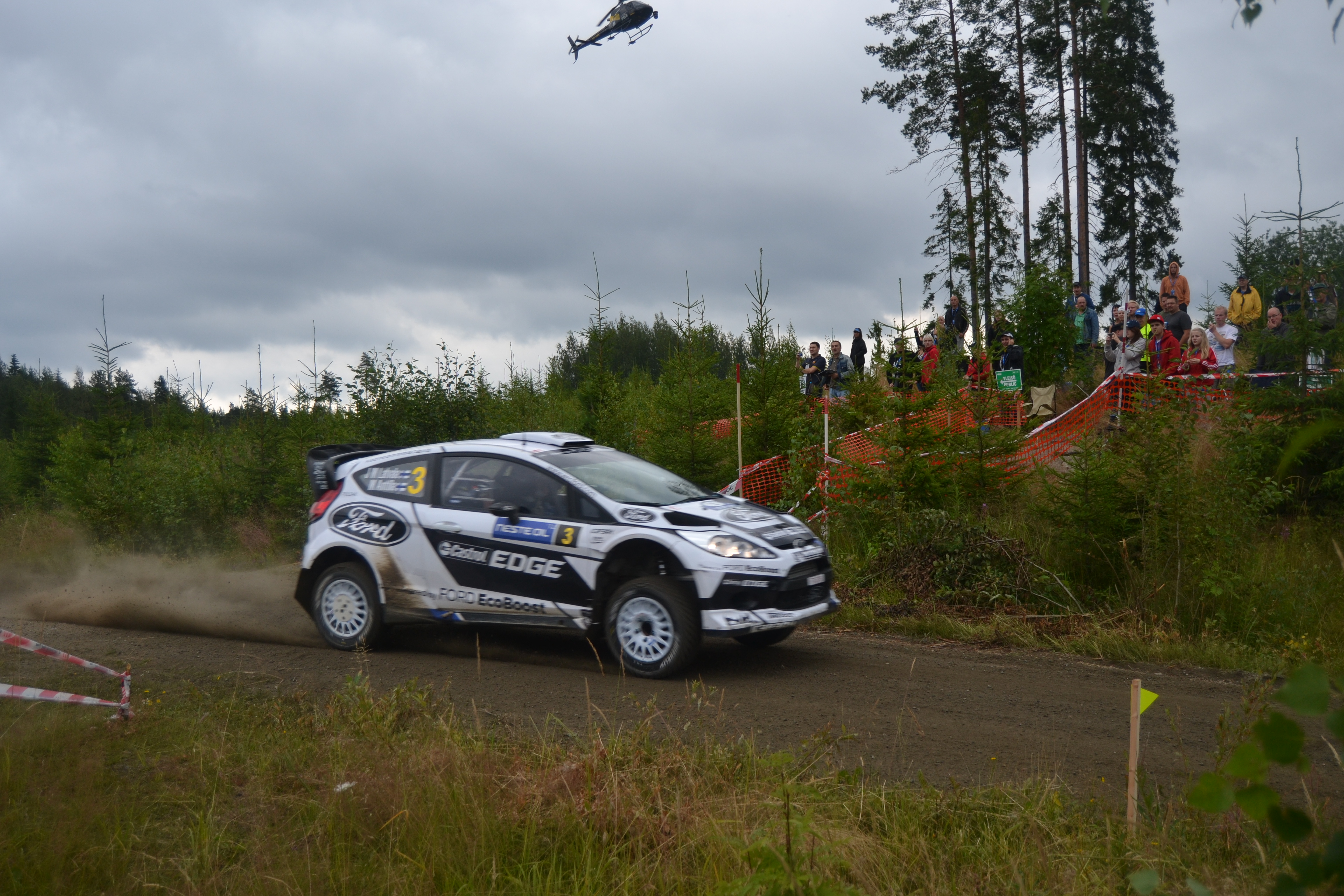
Jari-Matti Latvala.

| 1           | Sébastien Loeb        | Daniel Elena        | Citroën DS3 WRC         | 2:28:11.4 | 0.0     | 25+1 |
| 2           | Mikko Hirvonen        | Jarmo Lehtinen      | Citroën DS3 WRC         | 2:28:17.5 | 6.1     | 18+3 |
| 3           | Jari-Matti Latvala    | Miikka Anttila      | Ford Fiesta RS WRC      | 2:28:46.4 | 35.0    | 15   |
| 4           | Petter Solberg        | Chris Patterson     | Ford Fiesta RS WRC      | 2:29:07.5 | 56.1    | 12+2 |
| 5           | Mads Østberg          | Jonas Andersson     | Ford Fiesta RS WRC      | 2:30:43.5 | 2:32.1  | 10   |
| 6           | Ott Tänak             | Kuldar Sikk         | Ford Fiesta RS WRC      | 2:30:59.0 | 2:47.6  | 8    |
| 7           | Matti Rantanen        | Mikko Lukka         | Ford Fiesta RS WRC      | 2:33:03.1 | 4:51.7  | 6    |
| 8           | Jari Ketomaa          | Mika Stenberg       | Ford Fiesta RS WRC      | 2:34:13.3 | 6:01.9  | 4    |
| 9           | Martin Prokop         | Zdeněk Hrůza        | Ford Fiesta RS WRC      | 2:34:15.7 | 6:04.3  | 2    |
| 10          | Sébastien Ogier       | Julien Ingrassia    | Škoda Fabia S2000       | 2:36:57.4 | 8:46.0  | 1    |
| SWRC        |                       |                     |                         |           |         |      |
| 1. (11)     | Per-Gunnar Andersson  | Emil Axelsson       | Proton Satria Neo S2000 | 2:39:01.2 | 0.0     | 25   |
| 2. (17)     | Yazeed Al-Rajhi       | Michael Orr         | Ford Fiesta RRC         | 2:42:19.0 | 3:17.8  | 18   |
| 3. (18)     | Juha Salo             | Marko Salminen      | Proton Satria Neo S2000 | 2:44:47.9 | 5:46.7  | 15   |
| 4. (23)     | Maciej Oleksowicz     | Andrzej Obrebowski  | Ford Fiesta S2000       | 2:50:34.6 | 11:33.4 | 12   |
| 5. (25)     | Esapekka Lappi        | Janne Ferm          | Ford Fiesta S2000       | 2:51:19.0 | 12:17.8 | 10   |
| WRC Academy |                       |                     |                         |           |         |      |
| 1           | Elfyn Evans           | Philip Pugh         | Ford Fiesta R2          | 2:34:07.7 | 0.0     | 25+7 |
| 2           | Pontus Tidemand       | Stig Rune Skjærmoen | Ford Fiesta R2          | 2:35:03.0 | 55.3    | 18+6 |
| 3           | Brendan Reeves        | Rhianon Smyth       | Ford Fiesta R2          | 2:35:35.1 | 1:27.4  | 15+2 |
| 4           | José Antonio Suárez   | Cándido Carrera     | Ford Fiesta R2          | 2:36:22.5 | 2:14.8  | 12+1 |
| 5           | John MacCrone         | Stuart Loudon       | Ford Fiesta R2          | 2:37:09.7 | 3:02.0  | 10   |
| 6           | Christopher Duplessis | Alexander Kihurani  | Ford Fiesta R2          | 2:41:26.2 | 7:18.5  | 8    |
| 7           | João Silva            | Hugo Magalhães      | Ford Fiesta R2          | 2:47:45.7 | 13:38.0 | 6    |
| 8           | Ashley Haigh-Smith    | Craig Parry         | Ford Fiesta R2          | 3:04:09.2 | 30:01.5 | 4    |
| 9           | Alastair Fisher       | Daniel Barritt      | Ford Fiesta R2          | 3:14:16.6 | 40:08.9 | 2+1  |